# Wim Bruynooghe
Wim Bruynooghe (Brugge, 1988) is een Belgisch modeontwerper.

## Biografie
Bruynooghe studeerde mode aan de Modeafdeling van de Koninklijke Academie voor Schone Kunsten van Antwerpen.
Kort na zijn afstuderen in 2013 lanceerde Bruynooghe zijn eigen kledinglijn. De eerste collectie voor dames presenteerde hij in het Musée des arts décoratifs in Parijs. In het voorjaar van 2015 opende hij de deuren van zijn eerste flagship store in Antwerpen, Store Wim Bruynooghe. Zijn werk verscheen onder meer in Elle, Marie Claire, Sleek, Paper, Vogue Italia en Vogue Nederland. Ook Conchita Wurst liet zich door Bruynooghe kleden.
In januari 2016 werd de ontwerper door het Amerikaanse zakentijdschrift Forbes opgenomen in hun '30 under 30'-lijst voor Europese ondernemers.